# Wagner-Jauregg-reactie
De Wagner-Jauregg-reactie is een klassieke organische reactie, waarbij een 1,1-diaryletheen met 2 equivalenten maleïnezuuranhydride via een diels-alderreactie reageert tot een naftaleenderivaat. De reactie is vernoemd naar Theodor Wagner-Jauregg.
Het ontstane adduct wordt gearomatiseerd met 2 equivalenten elementair zwavel en vervolgens gedecarboxyleerd met bariumhydroxide en koper.